# Rumours Tour
Rumours Tour —en español: Gira Rumores— es la octava gira mundial de conciertos de la banda inglesa de rock Fleetwood Mac, para promocionar el álbum multiplatino Rumours de 1977. Comenzó el 24 de febrero de 1977 en el recinto Nassau Veterans Memorial Coliseum en Uniondale y culminó el 30 de agosto de 1978 en el Tiger Stadium de Baton Rouge en los Estados Unidos.
Es la primera gira desde 1973 que la banda regresa a tocar en Europa, tras varios discos que no tuvieron mucho éxito en el Viejo Continente. A su vez la gira solo contaba con presentaciones hasta fines de 1977, pero debido a las millonarias ventas que generó en los Estados Unidos, regresaron al país norteamericano con otras tantas presentaciones al año siguiente.

## Lista de canciones
A lo largo de todo el tour contó con tres distintos listados de canciones, divididos en las presentaciones por Norteamérica en 1977, la parte europea y los conciertos finales de Estados Unidos de 1978. A continuación los listados de canciones celebrados en Filadelfia en marzo de 1977, en Glasgow el 23 de abril del mismo año y el dado en Atlanta el 29 de agosto de 1978.
| - The Spectrum, Filadelfia 1. «Say You Love Me» 2. «Station Man» 3. «Believe Me» 4. «Rhiannon» 5. «Why» 6. «The Chain» 7. «Dream» 8. «Never Going Back Again» 9. «Landslide» 10. «Over My Head» 11. «You Make Loving Fun» 12. «I'm So Afraid» 13. «Go Your Own Way» 14. «Oh Daddy» 15. «Gold Dust Woman» 16. «Oh Well» 17. «World Turning» 18. «Blue Letter» 19. «Tell Me All the Things You Do» | - Apollo Theatre, Glasgow 1. «Say You Love Me» 2. «Station Man» 3. «The Chain» 4. «Dreams» 5. «Rhiannon» 6. «Oh Daddy» 7. «Never Going Back Down» 8. «Landslide» 9. «Over My Head» 10. «Gold Dust Woman» 11. «You Make Loving Fun» 12. «I'm So Afraid» 13. «Go Your Own Way» 14. «Oh Well» 15. «World Turning» 16. «Blue Letter» 17. «Second Hand News» | - The Omni, Atlanta 1. «Monday Morning» 2. «The Chain» 3. «Dreams» 4. «Oh Well» 5. «Rhiannon» 6. «Oh Daddy» 7. «Never Going Down Back» 8. «Lanslide» 9. «Say You Love Me» 10. «Gold Dust Womsn» 11. «You Make Loving Fun» 12. «I'm So Afraid» 13. «World Turning» 14. «Go Your Own Way» 15. «Blue Letter» 16. «Sisters of Moon» 17. «Songbird» |

## Fechas 1977
| Fecha            | País           | Ciudad             | Recinto                              |
| Norteamérica     | Norteamérica   | Norteamérica       | Norteamérica                         |
| ---------------- | -------------- | ------------------ | ------------------------------------ |
| 24 de febrero    | Estados Unidos | Uniondale          | Nassau Veterans Memorial Coliseum    |
| 28 de febrero    | Estados Unidos | Berkeley           | Berkeley Community Theatre           |
| 1 de marzo       | Estados Unidos | San Diego          | San Diego Sports Arena               |
| 6 de marzo       | Estados Unidos | Fort Worth         | Tarrant County Convention Center     |
| 10 de marzo      | Estados Unidos | San Diego          | San Diego Sports Arena               |
| 19 de marzo      | Estados Unidos | Greensboro         | Greensboro Coliseum Complex          |
| 21 de marzo      | Estados Unidos | Filadelfia         | The Spectrum                         |
| 22 de marzo      | Estados Unidos | Hershey            | Hersheypark Stadium                  |
| 23 de marzo      | Estados Unidos | Hartford           | Hartford Civic Center                |
| 24 de marzo      | Estados Unidos | Nueva York         | Nassau Veterans Memorial Coliseum    |
| 25 de marzo      | Estados Unidos | Hartford           | Hartford Civic Center                |
| 1 de abril       | Estados Unidos | Kansas City        | Kemper Arena                         |
| Europa           |                |                    |                                      |
| 2 de abril       | Inglaterra     | Birmingham         | Birmingham Odeon                     |
| 4 de abril       | Escocia        | Glasgow            | The Apollo                           |
| 5 de abril       | Inglaterra     | Manchester         | Manchester Apollo                    |
| 8 de abril       | Inglaterra     | Londres            | Rainbow Theatre                      |
| 9 de abril       | Inglaterra     | Londres            | Rainbow Theatre                      |
| 10 de abril      | Inglaterra     | Londres            | Rainbow Theatre                      |
| 11 de abril      | Inglaterra     | Bristol            | Colston Hall                         |
| 13 de abril      | Francia        | París              | Pavilion de Paris                    |
| 14 de abril      | Alemania       | Fráncfort del Meno | Jahrhunderthalle                     |
| 15 de abril      | Alemania       | Múnich             | Circus Krone Building                |
| 16 de abril      | Países Bajos   | Ámsterdam          | RAI Exhibition and Convention Centre |
| 23 de abril      | Escocia        | Glasgow            | The Apollo                           |
| 24 de abril      | Suecia         | Estocolmo          | Johanneshovs Isstadion               |
| Norteamérica II  |                |                    |                                      |
| 1 de mayo        | Estados Unidos | Boulder            | Folsom Field                         |
| 7 de mayo        | Estados Unidos | Oakland            | O.co Coliseum                        |
| 8 de mayo        | Estados Unidos | Santa Bárbara      | Harder Stadium                       |
| 15 de mayo       | Estados Unidos | Fort Worth         | Fort Worth Convention Center         |
| 18 de mayo       | Estados Unidos | Oklahoma City      | Oklahoma State Fair Arena            |
| 21 de mayo       | Estados Unidos | Nashville          | Nashville Municipal Auditorium       |
| 28 de mayo       | Estados Unidos | Miami              | Miami Stadium                        |
| 29 de mayo       | Estados Unidos | Orlando            | Tangerine Bowl                       |
| 1 de junio       | Estados Unidos | Atlanta            | The Omni                             |
| 2 de junio       | Estados Unidos | Birmingham         | Jefferson Civic Center               |
| 3 de junio       | Estados Unidos | Memphis            | Mid-South Coliseum                   |
| 5 de junio       | Estados Unidos | Nueva Orleans      | Tad Gormley Stadium                  |
| 25 de junio      | Estados Unidos | Little Rock        | Barton Coliseum                      |
| 28 de junio      | Estados Unidos | Siracusa           | Oncenter War Memorial Arena          |
| 29 de junio      | Estados Unidos | Nueva York         | Madison Square Garden                |
| 30 de junio      | Estados Unidos | Nueva York         | Madison Square Garden                |
| 2 de julio       | Estados Unidos | Buffalo            | Buffalo Memorial Auditorium          |
| 3 de julio       | Estados Unidos | Buffalo            | Buffalo Memorial Auditorium          |
| 4 de julio       | Canadá         | Toronto            | CNE Grandstand                       |
| 7 de julio       | Estados Unidos | Providence         | Providence Ciciv Center              |
| 11 de julio      | Estados Unidos | Northfork          | The Scope                            |
| 12 de julio      | Estados Unidos | Largo              | Capital Centre                       |
| 16 de julio      | Estados Unidos | Lexington          | Rupp Arena                           |
| 23 de julio      | Estados Unidos | Chicago            | Chicago Stadium                      |
| 24 de julio      | Estados Unidos | Chicago            | Chicago Stadium                      |
| 28 de julio      | Estados Unidos | Orchard Park       | Rich Stadium                         |
| 24 de agosto     | Estados Unidos | Las Vegas          | Alladin Theatre                      |
| 25 de agosto     | Estados Unidos | Las Vegas          | Alladin Theatre                      |
| 27 de agosto     | Estados Unidos | Tucsón             | Universidad de Arizona               |
| 29 de agosto     | Estados Unidos | Inglewood          | The Forum                            |
| 30 de agosto     | Estados Unidos | Inglewood          | The Forum                            |
| 3 de septiembre  | Estados Unidos | Seattle            | Seattle Center Coliseum              |
| 4 de septiembre  | Estados Unidos | Portland           | Veterans Memorial Coliseum           |
| 8 de septiembre  | Canadá         | Calgary            | Stampede Grandstand                  |
| 16 de septiembre | Estados Unidos | Kansas City        | Kemper Arena                         |
| 17 de septiembre | Estados Unidos | Louisville         | Freedom Hall                         |
| 20 de septiembre | Estados Unidos | Indianápolis       | Market Square Arena                  |
| 21 de septiembre | Estados Unidos | Louisville         | Freedom Hall                         |
| 26 de septiembre | Estados Unidos | Richfield          | Coliseum at Richfield                |
| 27 de septiembre | Estados Unidos | Filadelfia         | The Spectrum                         |
| 2 de octubre     | Estados Unidos | Santa Bárbara      | UC Santa Barbara Events Center       |
| 3 de octubre     | Estados Unidos | San Diego          | San Diego Sports Arena               |
| 4 de octubre     | Estados Unidos | San Diego          | San Diego Sports Arena               |
| Oceanía          |                |                    |                                      |
| 6 de noviembre   | Nueva Zelanda  | Auckland           | Western Springs Stadium              |
| 9 de noviembre   | Australia      | Brisbane           | Gold Coast Parklands                 |
| 11 de noviembre  | Australia      | Sídney             | Fairfield Showgrounds                |
| 13 de noviembre  | Australia      | Melbourne          | Calder Park Raceway                  |
| 15 de noviembre  | Australia      | Brisbane           | Festival Hall                        |
| 17 de noviembre  | Australia      | Sídney             | Sídney Entertainment Centre          |
| 18 de noviembre  | Australia      | Perth              | Perth Entertainment Centre           |
| 19 de noviembre  | Australia      | Perth              | Perth Entertainment Centre           |
| Japón            |                |                    |                                      |
| 1 de diciembre   | Japón          | Nagoya             | Nagoya Shi-Kokaido                   |
| 3 de diciembre   | Japón          | Osaka              | Festival Hall                        |
| 4 de diciembre   | Japón          | Osaka              | Festival Hall                        |
| 5 de diciembre   | Japón          | Tokio              | Nippon Budokan                       |
| Norteamérica III |                |                    |                                      |
| 10 de diciembre  | Estados Unidos | Lahaina            | Royal Lahaina Tennis Stadium         |

## Fechas 1978
| Fecha        | País           | Ciudad           | Recinto                         |
| Norteamérica | Norteamérica   | Norteamérica     | Norteamérica                    |
| ------------ | -------------- | ---------------- | ------------------------------- |
| 17 de julio  | Estados Unidos | East Troy        | Alpine Valley Music Theatre     |
| 18 de julio  | Estados Unidos | East Troy        | Alpine Valley Music Theatre     |
| 19 de julio  | Estados Unidos | East Troy        | Alpine Valley Music Theatre     |
| 23 de julio  | Estados Unidos | Dallas           | Estadio Cotton Bowl             |
| 26 de julio  | Estados Unidos | Saratoga Springs | Saratoga Performing Arts Center |
| 28 de julio  | Estados Unidos | Orchard Park     | Rich Stadium                    |
| 29 de julio  | Estados Unidos | Filadelfia       | JFK Stadium                     |
| 30 de julio  | Estados Unidos | Filadelfia       | JFK Stadium                     |
| 24 de agosto | Estados Unidos | Lexington        | Rupp Arena                      |
| 26 de agosto | Estados Unidos | Cleveland        | Cleveland Stadium               |
| 28 de agosto | Estados Unidos | Birmingham       | Jefferson Civic Center          |
| 29 de agosto | Estados Unidos | Atlanta          | The Omni                        |
| 30 de agosto | Estados Unidos | Baton Rouge      | Tiger Stadium                   |

## Músicos
- Stevie Nicks: voz y coros
- Lindsey Buckingham: guitarra, voz y coros
- Christine McVie: teclados, voz y coros
- John McVie: bajo
- Mick Fleetwood: batería